# Devouring Weakness
Devouring Weakness – pierwszy album polskiej grupy muzycznej Blindead. Wydawnictwo ukazało się 3 lipca 2006 roku nakładem Empire Records. Nagrania zostały zarejestrowane i zmasterowane w Screw Factory Studio w sierpniu 2005 roku. Miksowanie odbyło się w lubelskich Hendrix Studios również w sierpniu tego samego roku.

## Lista utworów
Opracowano na podstawie materiału źródłowego. 	
| Nr | Tytuł utworu         | Słowa             | Muzyka   | Długość |
| -- | -------------------- | ----------------- | -------- | ------- |
| 1. | „Suicidal”           | Zwoliński, Abadon | Blindead | 07:25   |
| 2. | „Memory of Loss”     | Zwoliński, Abadon | Blindead | 07:26   |
| 3. | „Mindscape”          | Zwoliński, Abadon | Blindead | 05:14   |
| 4. | „Drug Disorder”      | Zwoliński, Abadon | Blindead | 07:41   |
| 5. | „The Time”           | Zwoliński, Abadon | Blindead | 06:05   |
| 6. | „Devouring Weakness” | Zwoliński, Abadon | Blindead | 10:49   |
|    |                      |                   |          | 44:40   |

## Twórcy
Opracowano na podstawie materiału źródłowego. 
| - Patryk "Nick Wolverine" Zwoliński – śpiew - Marek "Deadman" Zieliński – gitara - Mateusz "Havoc" Śmierzchalski – gitara - Konrad Ciesielski – perkusja | - Rafał "Frost" Brauer – gitara basowa - Janusz "Masakra" Bryt – inżynieria, miksowanie, mastering - Katarzyna Sójka – oprawa graficzna - Maurycy Śmierzchalski – oprawa graficzna |